# Gentiana clusii
Gentiana clusii là một loài thực vật có hoa trong họ Long đởm. Loài này được Perr. & Songeon mô tả khoa học đầu tiên năm 1854.